# Lądowisko Staszów-Szpital
Lądowisko Staszów-Szpital – lądowisko sanitarne w Staszowie, w województwie świętokrzyskim, położone przy ul. 11 Listopada 28. Przeznaczone jest do wykonywania startów i lądowań śmigłowców sanitarnych i ratowniczych w dzień i w nocy o dopuszczalnej masie startowej do 5700 kg. 
Zarządzającym lądowiskiem jest Samodzielny Publiczny Zespół Zakładów Opieki Zdrowotnej. W roku 2012 zostało wpisane do ewidencji lądowisk Urzędu Lotnictwa Cywilnego pod numerem 158
Lądowisko otwarto uroczyście 3 października 2012 w obecności m.in. wicemarszałka Sejmu RP Eugeniusza Grzeszczaka, marszałka województwa świętokrzyskiego Adama Jarubasa.